# Skylab

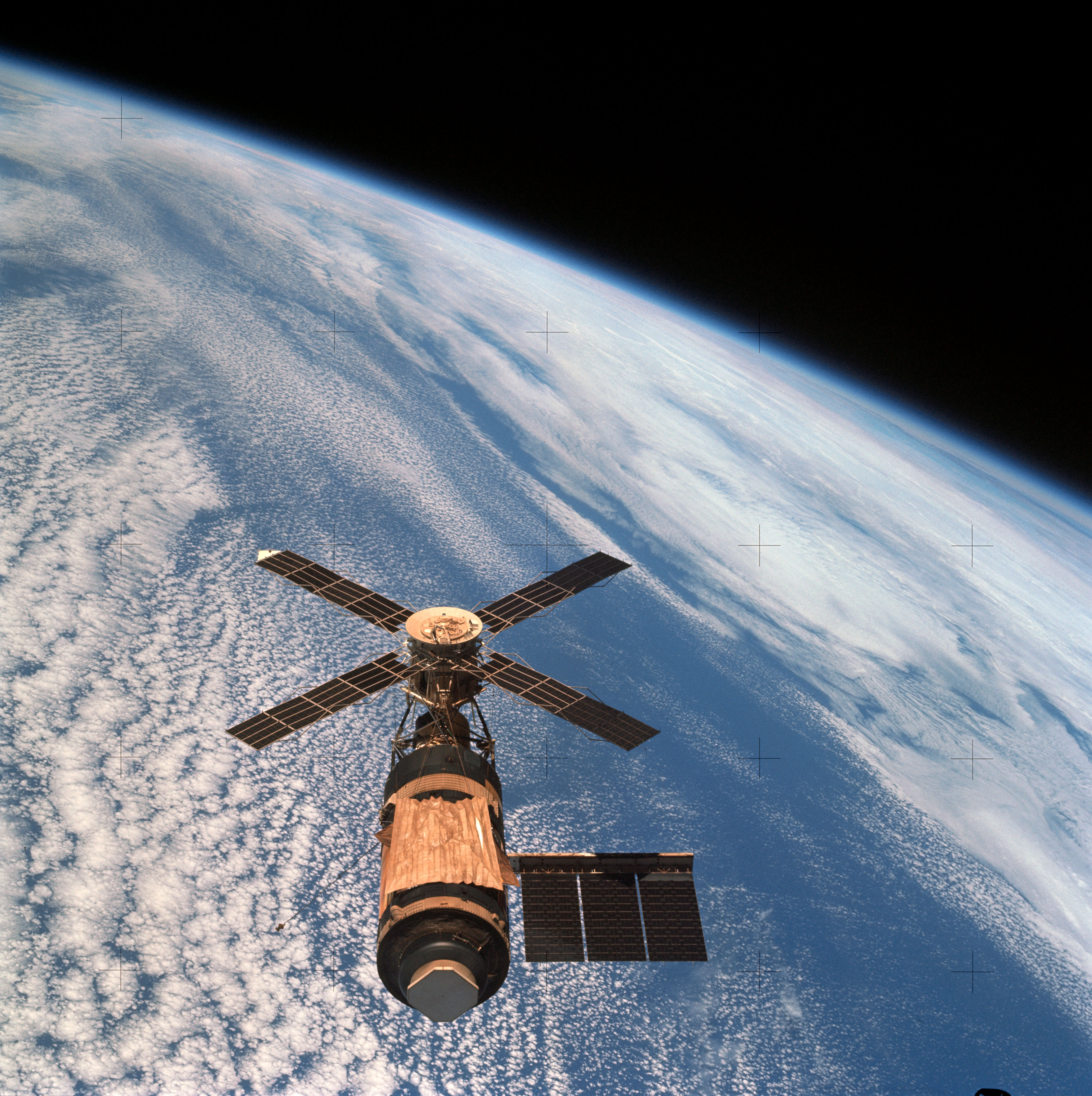
Skylab 4 orbitând în jurul Pământului (imagine compusă)

Skylab a fost prima stație spațială americană, construită de NASA și lansată la 14 mai 1973 de la Centrul Spațial Kennedy din Florida, SUA. 
Trei echipe de astronauți au efectuat cercetări vreme de 171 de zile între 1973-1974. La încheierea misiunii, a fost scoasă de pe orbită și s-a prăbușit în mod controlat pe 11 iulie 1979, resturile ajungând pe Terra în apropiere de Perth, Australia. În acest răstimp a parcurs o distanță totală de aproximativ 1.400.000.000 km.

## Misiuni
- Skylab 1 - lansarea fără echipaj a laboratorului orbital Skylab
- Skylab 2
- Skylab 3
- Skylab 4
- Scoaterea de pe orbită și distrugerea controlată a stației Skylab